# Теніс на Олімпійських іграх
У програму Олімпійських ігор теніс був включений 1896 року. З 1896 року проводилася першість серед чоловіків, а з 1900 року — серед жінок.
Проте надалі, 1928 року теніс як вид спорту, що став професійним, був виключений МОК (Міжнародний Олімпійський комітет) з програми олімпійських змагань і декілька десятиріч відсутній на Іграх Олімпіад.
Лише 1968 року в Мехіко під час Ігор XIX Олімпіади відбувся показовий тенісний турнір.
1977 року МОК на своїй 79-ій сесії, що відбулася в Празі, визнав Міжнародну федерацію тенісу ITF як керівну видом спорту, який відповідає критеріям Олімпійської хартії. Проте це олімпійське визнання тенісу ще не означало негайного включення його в програму олімпійських змагань.
Не був представлений теніс і на Іграх XXII Олімпіади в Москві 1980 року. 1984 року на Іграх XXIII Олімпіади в Лос-Анджелесі проводилися лише показові змагання тенісистів.
Лише на Іграх XXIV Олімпіади 1988 року, в Сеулі, теніс, нарешті, був повернений в програму офіційних олімпійських змагань, після 64-річної перерви.
До ігор в олімпійському турнірі допускаються спортсмени, що взяли участь в офіційних командних змаганнях, зокрема за команду своєї країни в Кубку Девіса і Кубку Федерації.

## Факти Олімпійських ігор
Реджинальд Догерті з Великої Британії — єдиний тенісист, який зумів на Іграх Олімпіад виграти 3 золоті медалі в Парижі в 1900 році, у двох розрядах — чоловічому парному і змішаному; у Лондоні 1908 року — в чоловічому парному розряді.
Наймолодшою олімпійською чемпіонкою серед тенісисток є американка Дженніфер Капріаті, якій було трохи більше 16 років, коли вона перемогла на Іграх 1992 року в Барселоні в індивідуальному розряді.
Найстаршим був Джордж Гіллард з Великої Британії, якому йшов 45-й рік, коли він був нагороджений золотою медаллю в парному розряді на Іграх IV Олімпіади в Лондоні в 1908 році.
див. Олімпійський тенісний турнір 2008

## Таблиця медалей
Станом на серпень 2016
| Місце | Країна                  | Золото | Срібло | Бронза | Загалом |
| ----- | ----------------------- | ------ | ------ | ------ | ------- |
| 1     | США (USA)               | 21     | 6      | 12     | 39      |
| 2     | Велика Британія (GBR)   | 17     | 14     | 12     | 43      |
| 3     | Франція (FRA)           | 5      | 6      | 8      | 19      |
| 4     | Росія (RUS)             | 3      | 3      | 2      | 8       |
| 5     | ПАР (RSA)               | 3      | 2      | 1      | 6       |
| 6     | Іспанія (ESP)           | 2      | 7      | 3      | 12      |
| 7     | Німеччина (GER)         | 2      | 6      | 2      | 10      |
| 8     | Швейцарія (SUI)         | 2      | 2      | 0      | 4       |
| 9     | Чилі (CHI)              | 2      | 1      | 1      | 4       |
| 10    | Змішана команда (ZZX)   | 1      | 3      | 3      | 7       |
| 11    | Австралія (AUS)         | 1      | 1      | 3      | 5       |
| 12    | Чехословаччина (TCH)    | 1      | 1      | 2      | 4       |
| 13    | Білорусь (BLR)          | 1      | 0      | 1      | 2       |
| 13    | Бельгія (BEL)           | 1      | 0      | 1      | 2       |
| 13    | Китай (CHN)             | 1      | 0      | 1      | 2       |
| 13    | ФРН (FRG)               | 1      | 0      | 1      | 2       |
| 17    | Канада (CAN)            | 1      | 0      | 0      | 1       |
| 17    | Пуерто-Рико (PUR)       | 1      | 0      | 0      | 1       |
| 19    | Швеція (SWE)            | 0      | 3      | 5      | 8       |
| 20    | Чехія (CZE)             | 0      | 3      | 4      | 7       |
| 21    | Аргентина (ARG)         | 0      | 2      | 4      | 6       |
| 22    | Японія (JPN)            | 0      | 2      | 1      | 3       |
| 23    | Греція (GRE)            | 0      | 1      | 1      | 2       |
| 23    | Нідерланди (NED)        | 0      | 1      | 1      | 2       |
| 25    | Австрія (AUT)           | 0      | 1      | 0      | 1       |
| 25    | Данія (DEN)             | 0      | 1      | 0      | 1       |
| 25    | Румунія (ROM)           | 0      | 1      | 0      | 1       |
| 28    | Хорватія (CRO)          | 0      | 0      | 3      | 3       |
| 29    | Об'єднана команда (EUN) | 0      | 0      | 2      | 2       |
| 30    | Австралазія (ANZ)       | 0      | 0      | 1      | 1       |
| 30    | Богемія (BOH)           | 0      | 0      | 1      | 1       |
| 30    | Болгарія (BUL)          | 0      | 0      | 1      | 1       |
| 30    | Угорщина (HUN)          | 0      | 0      | 1      | 1       |
| 30    | Індія (IND)             | 0      | 0      | 1      | 1       |
| 30    | Італія (ITA)            | 0      | 0      | 1      | 1       |
| 30    | Норвегія (NOR)          | 0      | 0      | 1      | 1       |
| 30    | Сербія (SRB)            | 0      | 0      | 1      | 1       |